# Carolina Pascual
Carolina Pascual Gracia (Orihuela, 17 giugno 1976) è un'ex ginnasta spagnola, specializzata nella ginnastica ritmica.

## Palmarès
- Giochi olimpici

Barcellona 1992: argento nel concorso individuale.
- Mondiali

Atene 1991: bronzo nel concorso a squadre.
Alicante 1993: argento nelle clavette.
- Europei

Göteborg 1990: bronzo nel concorso a squadre.
Stoccarda 1992: bronzo nel concorso a squadre.